# Lanelater maculicollis
Lanelater maculicollis là một loài bọ cánh cứng trong họ Elateridae. Loài này được Gerstaecker miêu tả khoa học năm 1871.